# Connarus nervatus
Connarus nervatus là một loài thực vật có hoa trong họ Connaraceae. Loài này được Cuatrec. mô tả khoa học đầu tiên năm 1951.